# Gambaran
Gambaran is een bestuurslaag in het regentschap Wonosobo van de provincie Midden-Java, Indonesië. Gambaran telt 812 inwoners (volkstelling 2010).